# Dalia Grybauskaitė
Dalia Grybauskaitė (Vilnius 1. ožujka 1956.) je aktualna predsjednica Litve. Pobijedila je na izborima 2009. godine. Prva je predsjednica Litve i prva osoba koja je dobila drugi predsjednički mandat u Litvi.
Bila je doministrica vanjskih poslova, ministrica ministrica financija i europska povjerenica za financije i proračun od 2004. do 2009. Nazivaju ju Željezna dama i Čelična magnolija.

## Životopis
Dalia Grybauskaitė je rođena 1. ožujka 1956. godine u radničkoj obitelji u Vilniusu. Njezina majka, Vitalija Korsakaitė (1922. – 1989.), rođena je u regiji Biržai i radila kao prodavačica, njezin otac, Polikarpas Grybauskas (1928. – 2008.), radio je kao električar i vozač. S devetnaest godina upisuje se na Lenjingradsko sveučilište Andrej Ždanov kao studentica političke ekonomije. U isto vrijeme, počela je raditi u lokalnoj tvornici. 1983. godine je diplomirala, te se vraća u Vilnius gdje je radila na više radnih mjesta. Između 1983. i 1990. bila je članica Komunističke partije Sovjetskog Saveza. Godine 1988. obranila je doktorat na moskovskoj akademiji društvenih znanosti Centralnog komiteta Komunističke partije Sovjetskog Saveza (sada Ruske akademije za državnu službu).
Godine 1990., ubrzo nakon što je Litva proglasila obnovu neovisnosti, Grybauskaitė je nastavila svoje studije na Edmund A. Walsh School of Foreign Service, Washington DC, u posebnom programu za višu rukovoditeljicu.

## Europska komisija
U početku rada za EU počela je raditi u uredu za prosvjetu i kulturu.
Od 1. svibanj 2004. do 11. studenog 2004. radila je u Europskoj komisiji kao povjerenica za obrazovanje, kulturu, višejezičnost i mlade, a zatim od 22. studeni 2004. do 1. srpnja 2009. kao povjerenica za financijsko programiranje i proračun u mandatu Joséa Manuela Barrosa.

## Izbori 2009.
Dana 26. veljače 2009. Grybauskaitė je službeno najavila svoju kandidaturu za predsjedničke izbore 2009. Ispitivanje javnog mijenja uzeto u veljači 2009. pokazalo da je Grybauskaitė nesporna čelnica u utrci za predsjednika. Na izbore je išla kao neovisna kandidatkinja, uz podršku dominantne Konzervativne stranke, kao i nevladinih organizacija, uključujući i Sąjūdis. Izbori su održani 17. svibnja 2009. Dalia Grybauskaitė je osvojila 949.357 glasova što je bilo 69,08% glasova te je pobijedila već u prvom krugu.

## Vanjske poveznice
- Službene stranice predsjednika Litve  Arhivirana inačica izvorne stranice od 21. ožujka 2009. (Wayback Machine)